# Kup Jugoslavije u košarci za žene
Kup Jugoslavije u košarci za žene se održavao između 1960. i 1991. godine.

## Pobjednice i finalistice
| sez.      | pobjednik                      | finalist                       |
| --------- | ------------------------------ | ------------------------------ |
| 1960.     | Radnički (Beograd)             | AŠK Olimpija (Ljubljana)       |
| 1962.     | Radnički (Beograd)             | Jugomontaža (Zagreb)           |
| 1971./72. | Voždovac (Beograd)             | Vojvodina (Novi Sad)           |
| 1972./73. | Crvena zvezda (Beograd)        | Željezničar (Sarajevo)         |
| 1973./74. | Crvena zvezda (Beograd)        | Voždovac (Beograd)             |
| 1974./75. | Industromontaža (Zagreb)       | Crvena zvezda (Beograd)        |
| 1975./76. | Crvena zvezda (Beograd)        | Industromontaža (Zagreb)       |
| 1976./77. | Bosna (Sarajevo)               | Crvena zvezda (Beograd)        |
| 1977./78. | Monting (Zagreb)               | Partizan (Beograd)             |
| 1978./79. | Crvena zvezda (Beograd)        | Monting (Zagreb)               |
| 1979./80. | Monting (Zagreb)               | Crvena zvezda (Beograd)        |
| 1980./81. | Crvena zvezda (Beograd)        | Monting (Zagreb)               |
| 1981./82. | Monting (Zagreb)               | Ježica (Ljubljana)             |
| 1982./83. | Bosna (Sarajevo)               | Partizan (Beograd)             |
| 1983./84. | Voždovac (Beograd)             | Monting (Zagreb)               |
| 1984./85. | Partizan (Beograd)             | Iskra Delta Ježica (Ljubljana) |
| 1985./86. | Partizan (Beograd)             | Monting (Zagreb)               |
| 1986./87. | Elemes (Šibenik)               | Iskra Delta Ježica (Ljubljana) |
| 1987./88. | Jedinstvo Aida (Tuzla)         | Iskra Delta Ježica (Ljubljana) |
| 1988./89. | Iskra Delta Ježica (Ljubljana) | Željezničar (Sarajevo)         |
| 1989./90. | Elemes (Šibenik)               | Crvena zvezda (Beograd)        |
| 1990./91. | Jedinstvo Aida (Tuzla)         | Crvena zvezda (Beograd)        |

## Poveznice
- Prvenstvo Jugoslavije u košarci za žene
- Kup Jugoslavije u košarci za muškarce